# Slzy slunce
Slzy slunce je americký film, který natočil v roce 2003 režisér Antoine Fuqua.

## Děj
V Nigérii zuří válka, Američané posílají jednotlivé týmy pro osoby amerického původu a církevní osoby. Rebelové plení město za městem. A. K. Waters (Bruce Willis) se svým týmem dostanou za úkol zachránit Američanku Lenu a popřípadě kněze a jeptišku z kostela. Po přistání čekají Waterse nečekané zprávy. Lena nechce opustit domorodé osoby, kněz nechce opustit kostel a jeptiška kněze. Waters udělá plán, kdy odvede všechny k vrtulníku a vezme jen svůj tým a klíčové osoby. Plán se mu ale zhatil. Jeho srdce mu nedovoluje nechat domorodé lidi na louce, kde je čeká smrt.
Když se pak s vrtulníky vrátí, nechá nastoupit domorodce do vrtulníků a vydá se na cestu okolo řeky, která vede do Kamerunu. Tento plán se mu zdál dobrý, ale nedopadlo to ideálně. Na cestě našli vesnici, ze které vzali část domorodých lidí. Waters vede svůj tým proti rebelům. Město znovudobyjí a dávají se na cestu dál. V noci však odhalí, že za nimi jde skupina rebelů. Jeden domorodec u sebe má štěnici a Waters pochopí, že jde do tuhého. Jeden z domorodců je syn prezidenta. Tým a domorodci se snaží dobýt hranici Kamerunu a opustit Afriku. Toto rozhodnutí však stojí životy mnohých lidí. Po každém kilometru ztrácí Waters jednoho člena týmu. Náhle se rozpoutává velká bitva. Waters vyzbrojil domorodce a pomalu ustupovali ke Kamerunu. Po chvíli boje byli nuceni zavolat leteckou podporu.
Po příletu stíhacích letadel umírá zbytek rebelů. Waters opouští Afriku jen s čtyřmi členy.